# Enugu Rangers International
Enugu Rangers International is een Nigeriaanse voetbalclub uit Enugu. Ze spelen hun thuiswedstrijden in het Nnamdi Azikiwe Stadion, een groot stadion met 25.000 plaatsen. Engu Rangers International is een van de weinige voetbalclubs uit de Nigeriaanse hoofdcompetitie die nog nooit zijn gedegradeerd.

## Erelijst
- Nigeria Premier League: 1974, 1975, 1977, 1981, 1982, 1984, 2016
- Nigerian FA Cup: 1974, 1975, 1976, 1981, 1983, 2018
- Nigerian Super Cup: 2004
- African Cup Winners' Cup: 1977

## Bekende (oud-)spelers
- Christian Chukwu
- Jay-Jay Okocha
- Ifeanyi Onyedika
- Taribo West
- Emmanuel Okala
- Kingsley Obiekwu
- Obiora Odita
- Aloysius Atuegbu
- Adokie Amiesimaka
- Davidson Owumi
- Patrick Okala
- Patrick Ekeji
- Donald Igwebuike
- Dominic Ezeani
- Michael Emenalo
- Joseph Enakarhire
- Daniel Olerum

Abia Warriors · 
ABS FC · 
Akwa United · 
El Kanemi Warriors · 
Enugu Rangers · 
Enyimba · 
Gombe United · 
Ifeanyi Uba · 
Kano Pillars · 
Katsina United · 
Lobi Stars · 
MFM · 
Nasarawa United · 
Niger Tornadoes · 
Plateau United · 
Remo Stars · 
Rivers United · 
Shooting Stars · 
Sunshine Stars · 
Warri Wolves · 
Wikki Tourists